# Kazimierz Śmiglak
Kazimierz Śmiglak (ur. 1 marca 1910 w Poznaniu, zm. 23 grudnia 1992 w Poznaniu) – piłkarz, trener i działacz piłkarski. Najmłodszy trener w historii Ekstraklasy (debiutował w wieku 21 lat).

## Życiorys
Jako nastolatek rozpoczął występy w Pogoni Poznań, podobnie jak wszyscy jego bracia – Stanisław, Marian i Józef. Później na wiele lat związał się z Wartą Poznań. Ceniony trener, od początku odnosił sukcesy w pracy z piłkarską młodzieżą. Jako trener Warty Poznań miał udział w zdobyciu tytułu mistrza Polski w 1947 r. Członek trenerskiej komisji selekcyjnej reprezentacji Polski oraz trener reprezentacji Polski juniorów. Działacz piłkarski Poznańskiego OZPN; kapitan sportowy (45-48), a następnie wieloletni członek Rady Trenerów.

## Kariera piłkarska
Występował na boisku na pozycji pomocnika. Zawodnik klubów: Pogoń Poznań (25-29), Warta Poznań (29-36). Zdobywca III miejsca w mistrzostwach Polski w latach 1932, 1935 i 1936.

### Kariera piłkarska w ekstraklasie
Zadebiutował w ekstraklasie 3 lipca 1932 w meczu Ruch Chorzów-Warta Poznań 0:3. Ogółem w zespole Warty Poznań wystąpił w 38 meczach (32-36).

## Kariera trenerska
Już jako zawodnik zajmował się szkoleniem młodzieży Warcie Poznań. Prowadził zespół juniorów Warty Poznań, który podczas pierwszych mistrzostw Polski juniorów, rozegranych w 1936 r. w Sierakowie wywalczył srebrny medal. Uczestnik kursów dla instruktorów piłkarskich, prowadzonych w 1937 r. przez Kurta Otto i w 1939 r. przez Alexa Jamesa. Do wybuchu II wojny światowej pracował jako trener w Warcie Poznań. Po wojnie jako trener prowadził następujące kluby: Warta Poznań (31-39), Olimpia Poznań (45), Warta Poznań (46-47), Olimpia Poznań(47-48), Warta Poznań (48), Budowlani Poznań (48-49), Warta Poznań (49), Polonia Leszno (50), Olimpia Poznań(51-56), Grunwald Poznań (57-63), Olimpia Poznań (63-65), Górnik Konin (65-67), Zjednoczeni Września (67-69), Warta Śrem (?), Polonia Nowy Tomyśl (?) Orkan Poznań (?), Admira-Teletra Poznań (75-76). Jako trener Warty Poznań miał udział w zdobyciu tytułu mistrza Polski w 1947 r. Członek trenerskiej komisji selekcyjnej reprezentacji Polski w 9 meczach (49-50) oraz trener reprezentacji Polski juniorów.

### Kariera trenerska w ekstraklasie
W ekstraklasie prowadził zespół Warty Poznań w 33 meczach (31-49).
Został pochowany na cmentarzu Górczyńskim w Poznaniu.